# Dylan Eil Ton
Dylan Eil Ton ['dɘlan eil ton], auch Dylan Eil Dôn („Sohn der Wellen“, „Enkel der Dôn“) ist in der walisischen Mythologie der Sohn von Arianrhod, sein Vater bleibt unbekannt. Er wird im „Vierten Zweig des Mabinogi“ als Meeres- oder Wasserwesen geschildert.

## Mythologie
Im „Vierten Zweig“ (Math fab Mathonwy, „Math, der Sohn Mathonwys“) ist die schöne Jungfrau Goewin die Fußhalterin des Königs Math von Gwynedd. Einer von seinen Neffen, Gwydyon oder Gilfaethwy, vergewaltigt sie, die daraufhin nicht mehr Fußhalterin sein kann. Math verwandelt seine beiden Neffen zur Strafe für drei Jahre in verschiedene Tiere und lässt sie erst wieder Menschen werden, als sie versprechen, ihm eine andere Jungfrau zu stellen. Die vorgeschlagene Arianrhod, die Schwester der beiden, ist allerdings bereits schwanger. Bei der Prüfung durch den König gebiert sie kurz nacheinander zwei Kinder.
Da schritt sie über die Zauberrute, und bei diesem Schritt ließ sie einen großen Knaben mit üppigem blonden Schopf fallen. Der Knabe aber stieß einen Schrei aus. Nach dem Schrei des Knaben lief sie zur Tür, und dabei ließ sie noch etwas Kleines fallen.
Das Zweitgeborene ist bei seiner Geburt nur ein Klumpen, den Gwydion in einer Kiste versteckt. Später entsteigt der Kiste ein Knabe, den Gwydyon als Sohn anerkennt. Er erhält den Namen Llew Llaw Gyffes.
Das Erstgeborene ist ein schon bei der Geburt voll entwickelter blonder Knabe.
Man taufte den Knaben, und sobald er getauft war, begab er sich ins Meer. Und sobald er ins Meer gelangte, nahm er gleich die Natur des Meeres an und schwamm so gut wie der beste Fisch im Meer. […] Niemals brach sich eine Welle unter ihm.
Daher erhält er den Namen „Sohn der Wellen“. Der Vater der beiden Zwillingskinder bleibt ungenannt. Da Llew auch als die Verkörperung der neuen, jungen Sonne verstanden wird, sieht Ingeborg Clarus in Dylan den nächtlichen Sonnenlauf verkörpert (Untertauchen im Meer, Wiederaufstieg am Morgen).
Sein Tod wird im Mabinogion nur kurz erwähnt:
Und der Schlag, der ihm den Tod brachte, den versetzte ihm sein Onkel Gofannon. Und das war einer der Drei unheilvollen Schläge.

## Rezeption
Nach Dylan Eil Ton wurde im Jahr 2000 der Krater Dylan auf dem Jupitermond Europa benannt.